# Reliance Infrastructure
Công ty Trách nhiệm hữu hạn Reliance Infrastructure trước đây được biết đến là Reliance Energy và Bombay Suburban Electric Supply (BSES), là công ty điện lực tư nhân lớn nhất của Ấn Độ. Nó là một công ty con của Tập đoàn Reliance Anil Dhirubhai Ambani, một trong những tập đoàn lớn nhất Ấn Độ. Công ty này được lãnh đạo bởi Anil Dhirubhai Ambani. Trụ sở công ty ở Mumbai. Công ty là nhà phân phối độc quyền về điện cho người tiêu dùng ở ngoại ô Mumbai. Nó cũng sản xuất, truyền tải và phân phối điện cho các doanh nghiệp trong các khu vực khác của các bang Maharashtra, Goa và Andhra Pradesh.
Công ty có đóng góp trong việc xây dựng một số dự án về xây dựng tàu điện ngầm, sân bay như: Tàu điện ngầm Mumbai (giai đoạn I), Tàu điện ngầm Mumbai (giai đoạn II), Tàu điện ngầm New Delhi - Sân bay quốc tế Indira Gandhi, xây dựng các sân bay Shri Guru Gobind Singh Ji, Latur, Baramati, Osmanabad và Yavatmal. Ngoài ra là rất nhiều các dự án xây dựng cầu, đường và nhà máy điện (nhà máy thủy điện Sobla, nhà máy nhiệt điện Dadri hay mỏ than kiêm nhà máy điện Sasan).